# معدية (لباس)
المَعِديّة هي قطعة ثياب مثلثة مزخرفة تملأ الفتحة الأمامية لثوب أو صدار المرأة.